# Talk (chanson de Coldplay)
Pour les articles homonymes, voir Talk.
Singles de Coldplay
Fix You
(2005) The Hardest Part
(2006)
Pistes de X&Y
Fix You X&Y
Talk est un single du groupe Coldplay, sorti le 19 décembre 2005. Il est extrait de son troisième album X&Y. Musicalement, la mélodie principale de cette chanson est empruntée à la chanson Computer Love figurant sur l'album Computer World du groupe Kraftwerk, avec l'autorisation de ce dernier,. Le texte de Talk n'a par contre aucun rapport avec celui de la chanson originale de Kraftwerk. Le clip présente le groupe Coldplay sur une planète étrangère tentant d'établir la communication avec un robot géant.
Le titre de cette chanson a été repris comme pseudonyme de l'artiste canadien Talk.